# 702 Alauda
A 702 Alauda egy a Naprendszer kisbolygói közül, amit Joseph Helffrich fedezett fel 1910. július 16-án.